# ناصر یوسفی
ناصر یوسفی (متولد ۱۳۴۶) نویسنده کتاب‌های کودکان و نوجوانان است.
او مشاور چند نهاد بین‌الملی از جمله یونیسف، کمیساریای عالی سازمان ملل در امور پناهندگان، یونسکو و شورای جهانی جمعیت بوده‌است.
یوسفی مدیریت مؤسسه پژوهشی کودکان دنیا را بر عهده دارد.

## نقد آثار
یوسفی در آثارش به ادبیات کهن و افسانه‌ها توجه می‌کند و تلاش دارد بین کودک امروز و فرهنگ دیروز و افسانه‌ها ارتباط برقرار کند.
او در داستان‌هایش بر صلح، عشق، همدلی، هم‌زیستی و انسان‌دوستی تأکید دارد و تعادل و میانه‌روی را تشویق می‌کند. 
او شخصیت‌هایی را برای آثارش انتخاب می‌کند که به‌نحوی از جامعه جدا می‌شوند و برای متفاوت‌بودن تلاش می‌کنند. شخصیت‌ها در داستان‌های یوسفی به‌طور یک‌جانبه خوب و در کل پاک و منزه از عیب و خطا هستند و فضای خوش‌بینی بر داستان‌ها حاکم است. شخصیت‌ها اطرافشان را می‌بینند، کشف می‌کنند و تغییر می‌کنند. آن‌ها دانای مطلق نیستند و رابطهٔ مرید و مرادی در روایت وجود ندارد. در آثار یوسفی، الگوی ثابت و اولیه برای شخصیت‌ها دیده نمی‌شود، بلکه آن‌ها به‌موازات شناخت بیشتر، تغییر می‌کنند و خودشان را با پیرامونشان تطبیق می‌دهند، بدون اینکه از محیط فرار کنند یا منزوی شوند. آن‌ها راه‌های خلق‌کردن را می‌دانند، مسائل را خوب می‌بینند و راه‌حل پیدا می‌کنند.
نوش‌آفرین انصاری، نگرش یوسفی به ادبیات را نگرش تعلیمی می‌داند و آثارش را مبتنی بر محبت، احترام و اعتماد‌به‌نفس توصیف می‌کند.
زبان یوسفی با توجه به گوناگونیِ آثارش یک‌دست نیست و بافت معینی ندارد. زبان آثارش گاهی به زبان افسانه نزدیک می‌شود و گاهی از آن دور می‌شود.
یوسفی معتقد است: «باید تنوع و تکثر جامعه انسانی را به بچه‌ها نشان داد تا آن‌ها بدانند که هیچ چیز مطلق نیست.»

## کتاب‌ها
| عنوان                                                                                                 | انتشارات                           | سال                | جوایز/توضیحات |
| --- | ---------------------------------- | ------------------ | --- |
| مهربان‌ترین اسب دنیا                                                                                   | قاصدک                              | ۱۳۶۶               | - تقدیر شده در اولین جشنواره کانون پرورش فکری کودکان و نوجوانان ۱۳۶۷ - ترجمه شده به زبان سوئدی، دانمارکی |
| زیبا مثل پروانه                                                                                       | احیای کتاب                         | ۱۳۶۷               | کتاب برگزیده شورای کتاب کودک، در سال ۱۳۶۷ |
| چه شد که بهار آمد                                                                                     | احیای کتاب                         | ۱۳۶۷               | |
| ماه‌پیشانی                                                                                             | افق                                | ۱۳۶۹               | - منتخب کتاب‌های برگزیده برای کتاب فارسی سال اول - کتاب برگزیده جشنواره کانون پرورش فکری کودکان و نوجوان، ۱۳۷۰ - ترجمه شده به زبان انگلیسی - داستان برگزیده بنیاد بین‌المللی ادبیات ملل در بخش ادبیات کودک ۲۰۰۶                |
| شهر بی‌خاطره                                                                                           | کانون پرورش فکری کودکان و نوجوانان | ۱۳۶۸               | - کاندیدای جایزه سال شکیبایی برای سال ۱۹۹۵ از سوی کمیسیون ملی یونسکو - کتاب برگزیده جنگ و صلح جمهوری اسلامی ایران، ۱۳۷۸ - ترجمه شده به زبان عربی و کردی توسط کانون                                                           |
| گل همیشه قرمز                                                                                         | کانون پرورش فکری کودکان و نوجوانان | ۱۳۷۱               | |
| تا بهار                                                                                               | قدیانی                             | دهم ۱۳۸۹           | - منتخب کتاب‌های برگزیده برای کتاب فارسی سال اول - ترجمه شده به زبان عربی |
| پیشی جلینگ جیلینگ                                                                                     | قدیانی                             | هجدهم ۱۳۹۵         | منتخب کتاب‌های برگزیده برای کتاب فارسی سال اول |
| گیوه‌های یاسمن (قصه‌های یاسمن)                                                                          | افق                                | ۱۳۶۷، پانزدهم ۱۳۸۹ | منتخب کتاب‌های برگزیده برای کتاب فارسی سال دوم |
| یادگاری (قصه‌های یاسمن)                                                                                | افق                                | ۱۳۶۷، پانزدهم ۱۳۸۹ | منتخب کتاب‌های برگزیده برای کتاب فارسی سال دوم |
| صبح شد (قصه‌های یاسمن)                                                                                 | افق                                | ۱۳۶۷، پانزدهم ۱۳۸۹ | منتخب کتاب‌های برگزیده برای کتاب فارسی سال دوم |
| قوقولی‌قوقو (قصه‌های یاسمن)                                                                             | افق                                | ۱۳۶۷، پانزدهم ۱۳۸۹ | منتخب کتاب‌های برگزیده برای کتاب فارسی سال دوم |
| یاسمن بزرگ می‌شود (قصه‌های یاسمن)                                                                       | افق                                | ۱۳۶۷، پانزدهم ۱۳۸۹ | منتخب کتاب‌های برگزیده برای کتاب فارسی سال دوم |
| عمه معصومه                                                                                            | حوزه هنری                          |                    | ترجمه به نروژی |
| افسانه پنج دختر مهربان                                                                                | نشر نی                             | ۱۳۶۹               | |
| تاک روباه کوچک                                                                                        | نشر مرکز                           | چهارم ۱۳۸۵         | اجرای نمایش رادیویی در برنامه کودک به مدت ۱۵ هفته |
| پسرک، پیرمرد و زن کولی                                                                                | کارگاه کودک                        | ۱۳۹۷               | |
| نارنج و ترنج                                                                                          | پیدایش                             | ۱۳۸۶               | |
| روبان قرمز به دور کره زمین                                                                            | قطره و ایران‌بان                    | ۱۳۸۷               | |
| گنجشک اشی مشی                                                                                         | پیدایش                             | دوم ۱۳۸۹           | برنده جایزه کتاب فصل |
| نبات خانومی                                                                                           | پیدایش                             | ۱۳۸۸               | |
| کدو قلقله زن                                                                                          | پیدایش                             | ۱۳۸۸               | |
| نمکی                                                                                                  | پیدایش                             | ۱۳۸۸               | |
| نخودی                                                                                                 | پیدایش                             | ۱۳۸۸               | |
| قصه‌هایی برای خواب کودکان                                                                              | پیدایش                             | ششم ۱۳۸۹           | |
| من سبز می‌شوم                                                                                          | پیدایش                             | سوم ۱۳۹۲           | - کتاب برگزیده جشنواره کانون پرورش فکری کودکان نوجوان سال ۱۳۹۳ - کتاب منتخب فهرست لاک‌پشت پرنده - قدردانی شده در نمایشگاه کتاب بین‌المللی مسکو ۱۳۹۲ - کتاب مناسب هشتمین دوره‌ی جشن‌واره‌ی کتاب برتر (سال ۱۳۹۴) در بخش داستان کودک |
| قصه‌های گنجشکی                                                                                         | پیدایش                             | سوم ۱۳۹۲           | کتاب برگزیده فهرست کلاغ سفید (۲۰۱۴) |
| محله شکر خانوم                                                                                        | افق                                | چهارم ۱۳۹۷         | کتاب منتخب فهرست لاک‌پشت پرنده ۱۳۹۳ |
| آسمان ارغوانی بود                                                                                     | نشر مرکز                           | دوم ۱۳۹۶           | |
| و باز هم سفر                                                                                          | افق                                | ششم ۱۳۹۹           | منتخب انجمن فرهنگی ناشران کتاب کودک ۱۳۹۶ |
| طعم سیب زرد                                                                                           | پیدایش                             | ۱۳۹۸               | - برگزیده‌ی کتاب سال ۱۳۹۹ - برگزیدهٔ شورای کتاب کودک - برگزیدهٔ جشنواره کتاب رشد - مقاله‌ی پژوهشی میان‌رشته‌ای |
| ‌روان‌شناسی انسان‌گرا                                                                                    | کارگاه کودک                        | ۱۳۹۸               | |
| کار با مردم                                                                                           | کارگاه کودک                        | ۱۴۰۰               | |
| مادر                                                                                                  | بازی و اندیشه                      | ۱۴۰۰               | |
| نارنجی، گربه‌ی آزاد (۴جلدی) 1. خانواده نارنجی 2. دوستان نارنجی 3. تجربه‌های نارنجی 4. زندگی تازه نارنجی | پیدایش                             | ۱۴۰۱               | |
| آموزش و پرورش انسانی‌نگر                                                                               | انتشارات کارگاه کودک               | ۱۴۰۱               | |

## ترویج‌گری ادبیات کودکان
ناصر یوسفی از نویسندگانی است که برای ترویج کتاب‌های خود در بین کودکان، نوجوانان و خانواده‌ها با گروه‌های مختلف مروجان کتاب کودک همکاری می‌کند. گروه‌های مختلف تلاش می‌کنند که کتاب‌های او را ترویج کنند،
«جشن دختران ایران‌خانوم» به مناسبت انتشار «کتاب دختران ایران‌خانم»، جشن‌واره‌ی «نارنجی، گربه‌ی آزاد» و جشن «کتاب محله‌ی شکرخانوم» بخشی از این برنامه‌ها است. 
در جشن دختران ایران‌خانم، هفت شخصیت افسانه‌ای در قالب یک برنامه‌ی نمایشی با کودکان دیدار داشتند. کودکان فرصت داشتند با شخصیت‌هایی چون «ماه‌پیشانی»، «نارنج و ترنج»، «گل خندان»، «نبات» و از این‌دست آشنا شوند.
ترویج ادبیات کودکان از کارهایی است که به حرکت قصه‌ها در جامعه کمک می‌کند و پیوند ژرف‌تری میان مخاطب با درون‌مایه‌ی داستان ایجاد می‌کند.
جشن‌واره‌ی «نارنجی، گربه‌ی آزاد ایران‌گرد و جهان‌گرد» بر مبنای داستان‌های چهارگانه‌ی «نارنجی، گربه‌ی آزاد» از کتاب‌کده‌ی قصه و افسانه در تهران آغاز شده و به دیگر شهر از جمله ساری و رشت هم رفته است.